# Alpenpässe-Weg
Als Alpenpässe-Weg (italienisch Sentiero dei passi alpini, französisch Chemin des cols alpins) wird die Schweizer Wanderroute 6 (eine von sieben nationalen Routen) in den Alpen bezeichnet. Der 695 Kilometer lange Fernwanderweg führt von Corviglia in Graubünden über zahlreiche Pässe durch die weiteren Kantone Tessin und Wallis nach  Saint-Gingolph am Genfersee.

## Route
Der Alpenpässe-Weg beginnt in Corviglia, wohin man von St. Moritz mit einer Standseilbahn über Chantarella gelangt und an der Talstation der Luftseilbahn auf den Piz Nair liegt.
Er führt in 43 Etappen durch den Parc Ela, über die Greina-Hochebene ins Tessin und weiter über die Piora und den Nufenenpass ins Wallis. Dort liegen der Saflischpass und der Simplonpass an der Route, die darauf in den französischsprachigen Teil des Wallis verläuft. Der Wanderer erlebt das Hochgebirge, das Panorama der Walliser Viertausender sowie verschiedene historische Orte. Über den Grossen St. Bernhard und die Dents du Midi erreicht man schliesslich den Grenzort Saint-Gingolph am Genfersee.
Der gesamte Weg überwindet 47'100 Höhenmeter im Auf- und 49'200 im Abstieg. Er ist sowohl konditionell als auch technisch anspruchsvoll und eignet sich nur für erfahrene Wanderer. Die Anforderungen der einzelnen Etappen sind bezüglich Schwierigkeit, Höhenmeter und Kondition unterschiedlich. Der Schwierigkeitsgrad gemäss SAC-Wanderskala reicht von T2 bis T4.

## Etappen
1. Corviglia – Jenatschhütte SAC, Länge 11 km, Wanderzeit 4 h 30 min, Aufstieg 950 Hm, Abstieg 800 Hm
2. Jenatschhütte – Alp Flix, Länge 13 km, Wanderzeit 5 h 00 min, Aufstieg 740 Hm, Abstieg 1400 Hm
3. Alp Flix – Savognin, Länge 20 km, Wanderzeit 6 h 40 min, Aufstieg 900 Hm, Abstieg 1700 Hm
4. Savognin – Ausserferrera, Länge 22 km, Wanderzeit 7 h 35 min, Aufstieg 1500 Hm, Abstieg 1350 Hm
5. Ausserferrera – Splügen, Länge 12 km, Wanderzeit 5 h 00 min, Aufstieg 1050 Hm, Abstieg 880 Hm
6. Splügen – Safien Platz, Länge 25 km, Wanderzeit 8 h 35 min, Aufstieg 1450 Hm, Abstieg 1650 Hm
7. Safien Platz – Vella, Länge 23 km, Wanderzeit 8 h 20 min, Aufstieg 1600 Hm, Abstieg 1700 Hm
8. Vella – Vrin, Länge 21 km, Wanderzeit 7 h 35 min, Aufstieg 1550 Hm, Abstieg 1300 Hm
9. Vrin – Scalettahütte, Länge 18 km, Wanderzeit 7 h 00 min, Aufstieg 1550 Hm, Abstieg 780 Hm
10. Scalettahütte – Capanna Bovarina, Länge 15 km, Wanderzeit 5 h 00 min, Aufstieg 760 Hm, Abstieg 1100 Hm
11. Capanna Bovarina – Capanna Cadagno, Länge 17 km, Wanderzeit 6 h 20 min, Aufstieg 1200 Hm, Abstieg 1100 Hm
12. Capanna Cadagno – Airolo, Länge 14 km, Wanderzeit 4 h 00 min, Aufstieg 260 Hm, Abstieg 1100 Hm
13. Airolo – Capanna Corno Gries, Länge 26 km, Wanderzeit 9 h 00 min, Aufstieg 1950 Hm, Abstieg 760 Hm
14. Capanna Corno Gries – Rifugio Margaroli (Italien), Länge 16 km, Wanderzeit 6 h 15 min, Aufstieg 1150 Hm, Abstieg 1300 Hm
15. Rifugio Margaroli – Binn, Länge 20 km, Wanderzeit 6 h 35 min, Aufstieg 880 Hm, Abstieg 1650 Hm
16. Binn – Rosswald, Länge 17 km, Wanderzeit 6 h 20 min, Aufstieg 1350 Hm, Abstieg 900 Hm
17. Rosswald – Simplonpass, Länge 19 km, Wanderzeit 6 h 15 min, Aufstieg 1200 Hm
18. Simplonpass – Gspon, Länge 24 km, Wanderzeit 8 h 20 min, Aufstieg 1250 Hm
19. Gspon – Saas-Fee, Länge 17 km, Wanderzeit 5 h 40 min, Aufstieg 900 Hm, mit Gsponer Höhenweg
20. Saas-Fee – Grächen, Länge 20 km, Wanderzeit 7 h 10 min, Aufstieg 1250 Hm, mit Swiss Tour Monte Rosa
21. Grächen – Gruben, Länge 22 km, Wanderzeit 9 h 15 min, Aufstieg 2000 Hm, letzter Teil mit Route 185
22. Gruben – Hotel Weisshorn, Länge 11 km, Wanderzeit 4 h 40 min, Aufstieg 1150 Hm
23. Hotel Weisshorn – Grimentz, Länge 12 km, Wanderzeit 4 h 00 min, Aufstieg 500 Hm
24. Grimentz – Cabane des Becs de Bosson, Länge 10 km, Wanderzeit 4 h 40 min, Aufstieg 1500 Hm
25. Cabane des Becs de Bosson – Evolène, Länge 11 km, Wanderzeit 3 h 35 min, Aufstieg 100 Hm
26. Evolène – Arolla, Länge 15 km, Wanderzeit 6 h 15 min, Aufstieg 1500 Hm
27. Arolla – Cabane des Dix, Länge 11 km, Wanderzeit 5 h 00 min, Aufstieg 1350 Hm
28. Cabane des Dix – Cabane de Prafleuri, Länge 12 km, Wanderzeit 4 h 10 min, Aufstieg 600 Hm
29. Cabane de Prafleuri – Cabane de Louvie, Länge 11 km, Wanderzeit 4 h 35 min, Aufstieg 780 Hm
30. Cabane de Louvie – Mauvoisin, Länge 11 km, Wanderzeit 4 h 50 min, Aufstieg 900 Hm
31. Mauvoisin – Cabane de Brunet, Länge 14 km, Wanderzeit 6 h 00 min, Aufstieg 1300 Hm
32. Cabane de Brunet – Bourg-Saint-Pierre, Länge 19 km, Wanderzeit 6 h 30 min, Aufstieg 950 Hm
33. Bourg-Saint-Pierre – Grosser St. Bernhard, Länge 12 km, Wanderzeit 4 h 40 min, Aufstieg 1050 Hm
34. Grosser St. Bernhard – La Fouly, Länge 15 km, Wanderzeit 5 h 55 min, Aufstieg 740 Hm
35. La Fouly – Champex-Lac, Länge 15 km, Wanderzeit 5 h 00 min, Aufstieg 700 Hm
36. Champex-Lac – Trient, Länge 16 km, Wanderzeit 6 h 10 min, Aufstieg 950 Hm
37. Trient – Lac d’Emosson, Länge 14 km, Wanderzeit 7 h 40 min, Aufstieg 1750 Hm
38. Lac d’Emosson – Cabane de Salanfe, Länge 13 km, Wanderzeit 7 h 10 min, Aufstieg 1400 Hm
39. Cabane de Salanfe – Barme, Länge 14 km, Wanderzeit 6 h 25 min, Aufstieg 1050 Hm
40. Barme – Morgins, Länge 21 km, Wanderzeit 6 h 40 min, Aufstieg 1050 Hm
41. Morgins – Torgon, Länge 18 km, Wanderzeit 6 h 00 min, Aufstieg 1000 Hm
42. Torgon – Taney, Länge 10 km, Wanderzeit 4 h 00 min, Aufstieg 950 Hm
43. Taney – Saint-Gingolph, Länge 16 km, Wanderzeit 5 h 45 min, Aufstieg 760 Hm

## Bilder

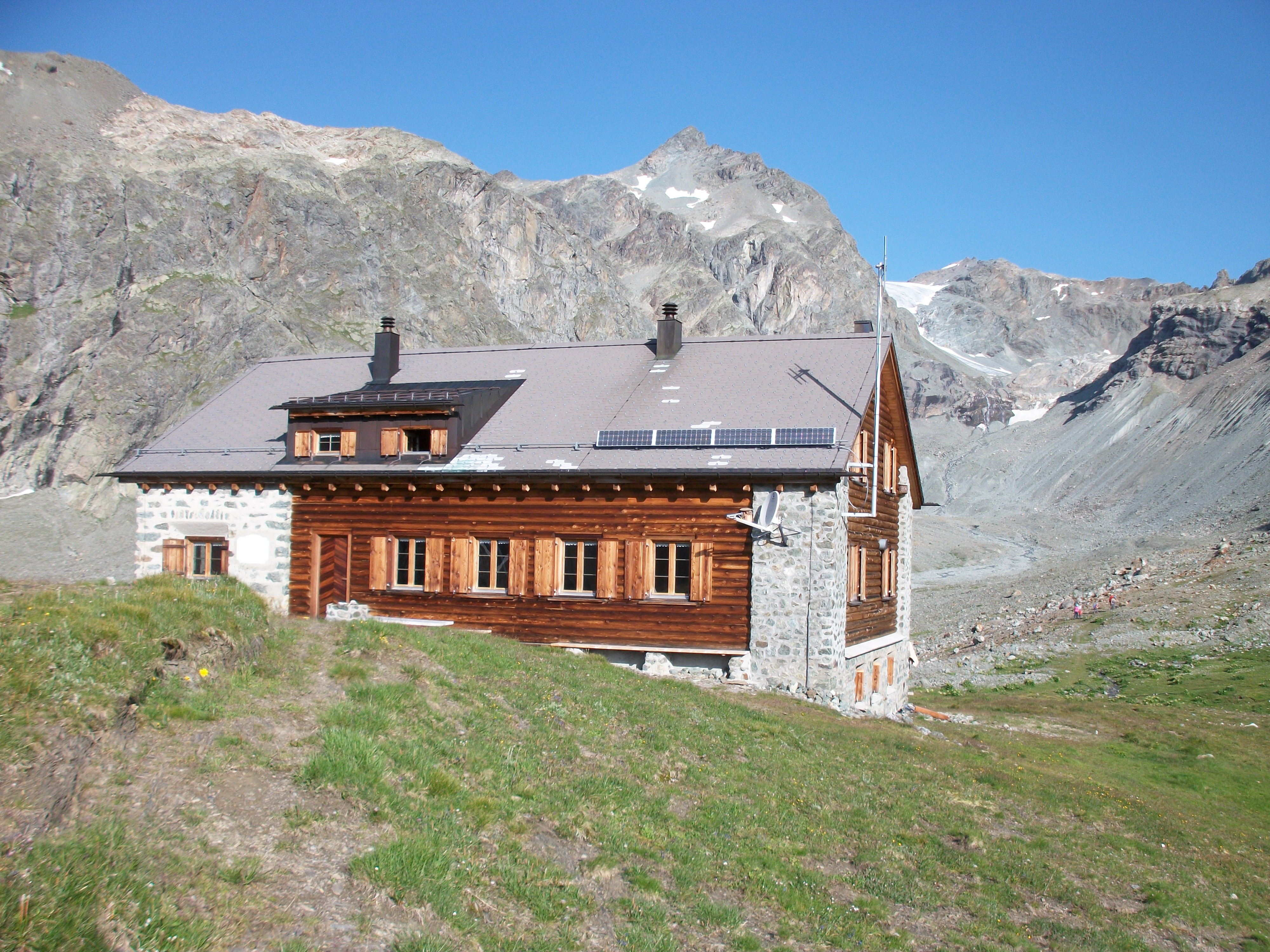
Jenatschhütte SAC
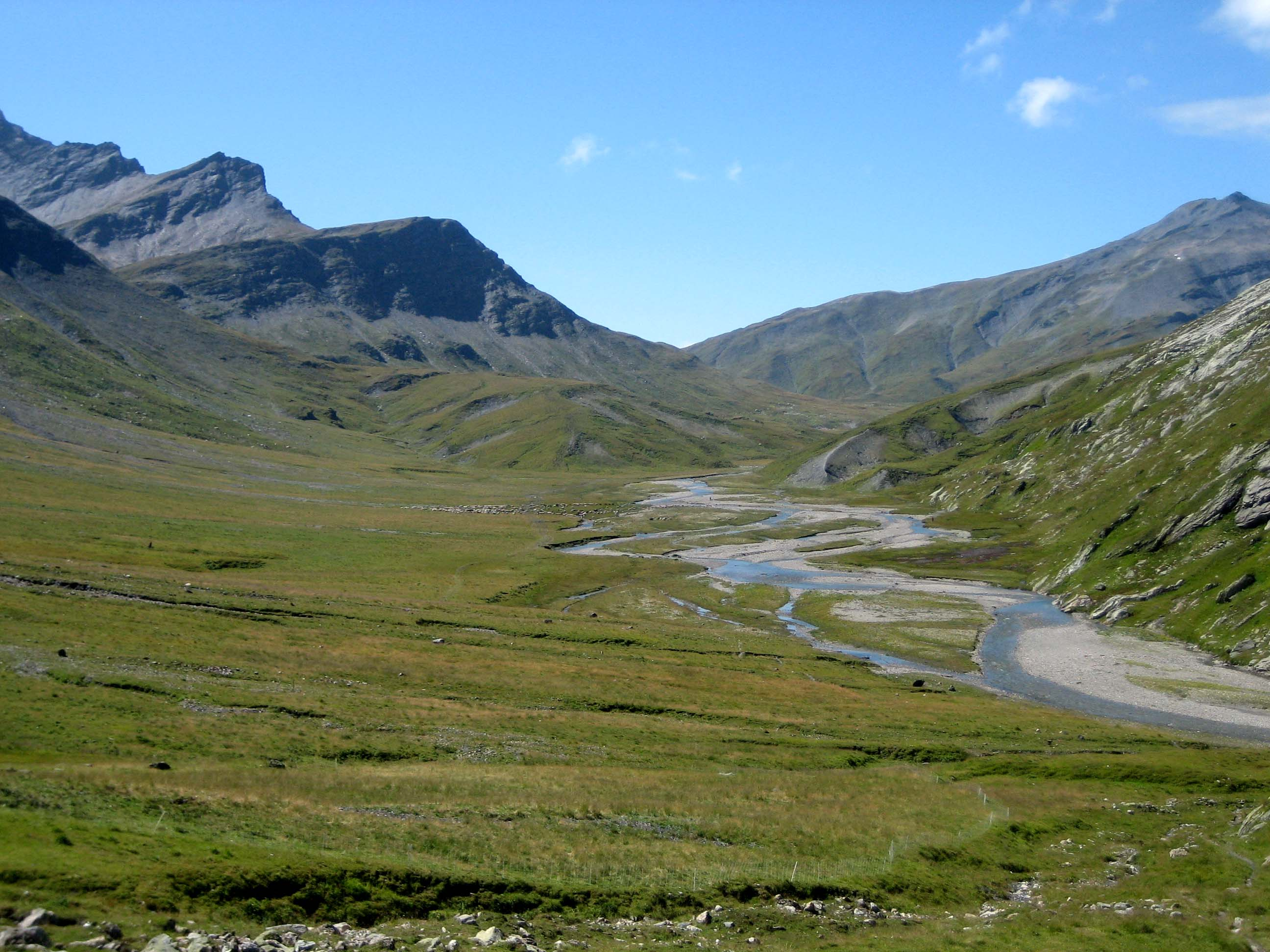
In der Greina
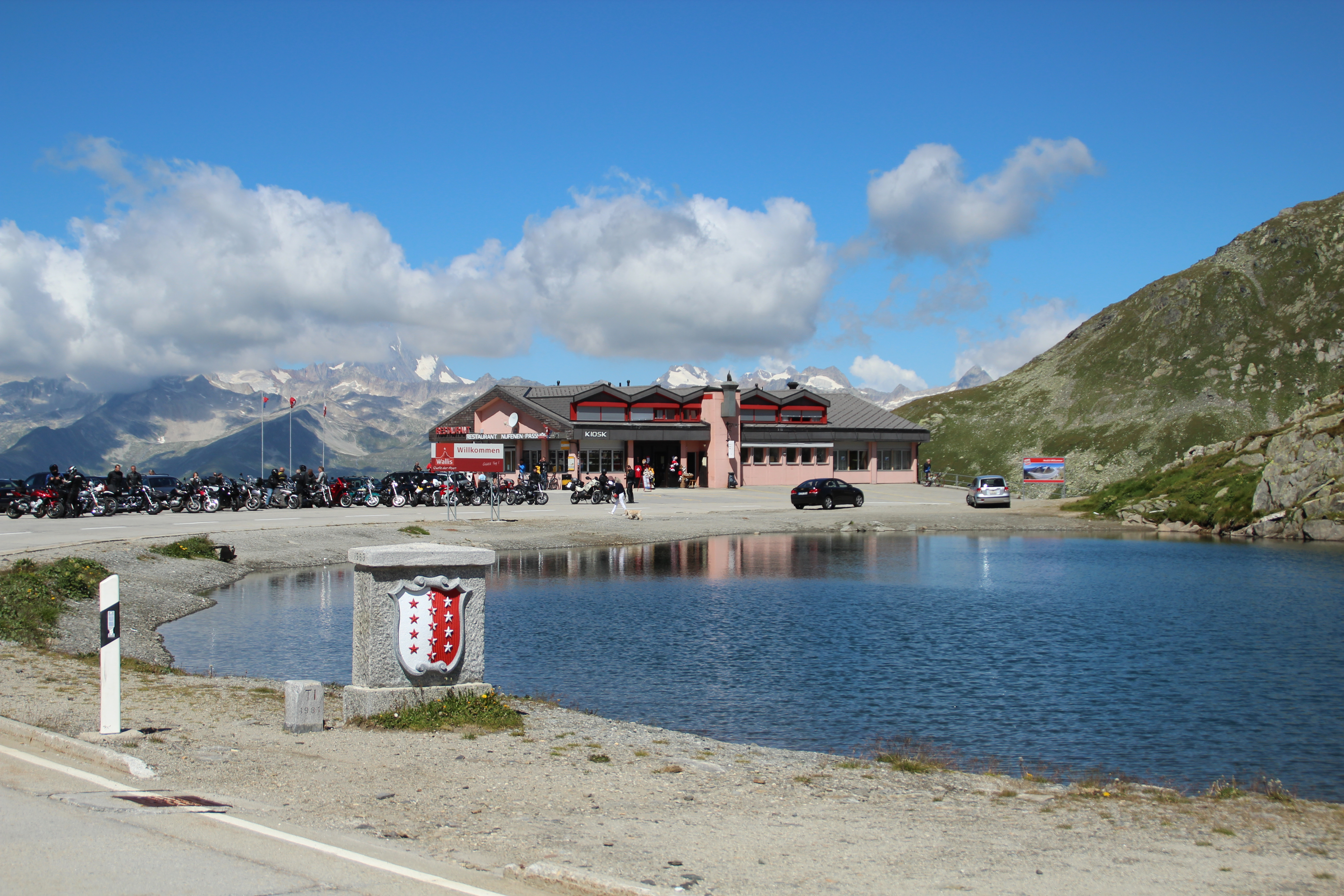
Am Nufenenpass
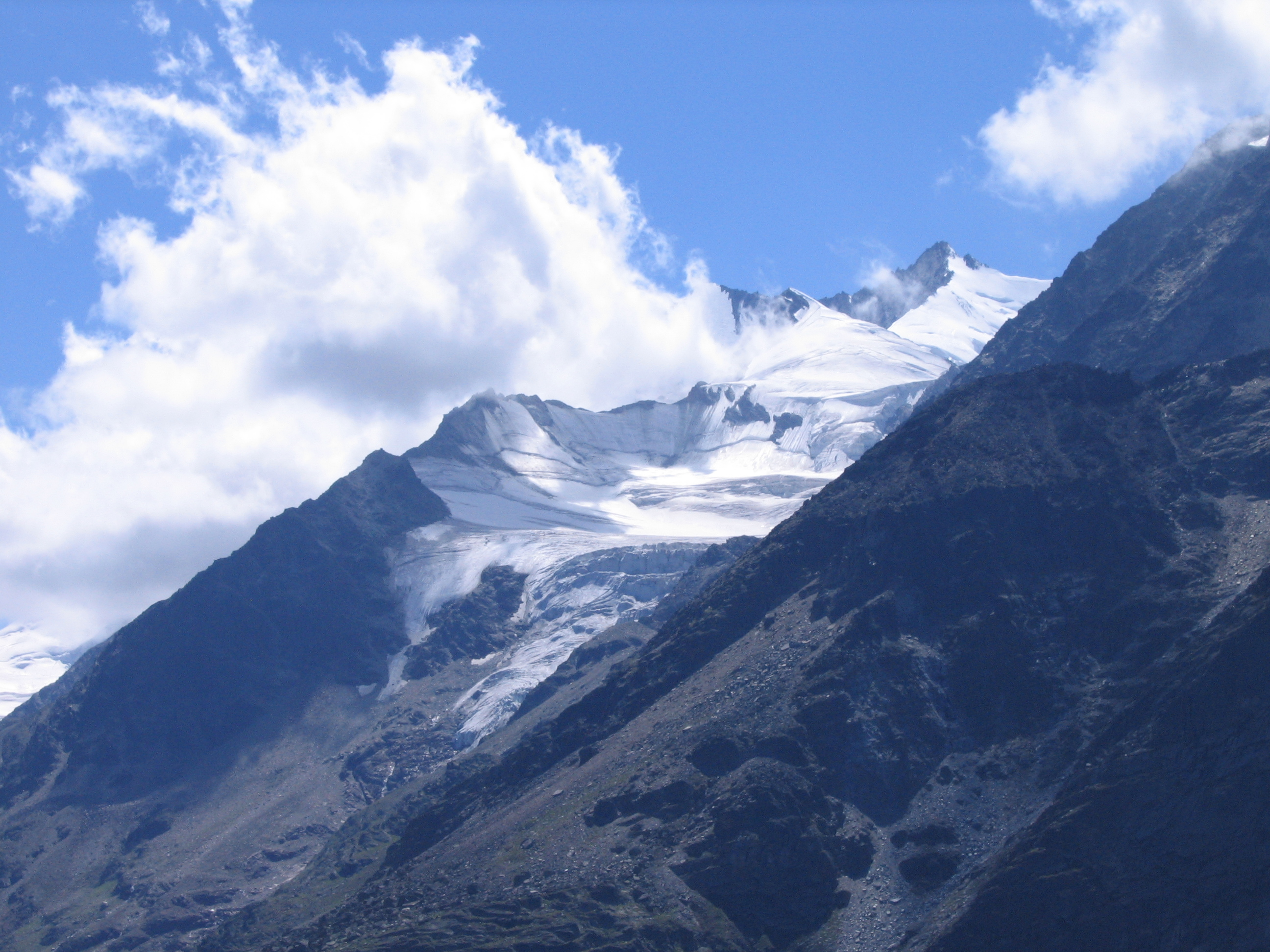
Saastal > Mischabelgruppe
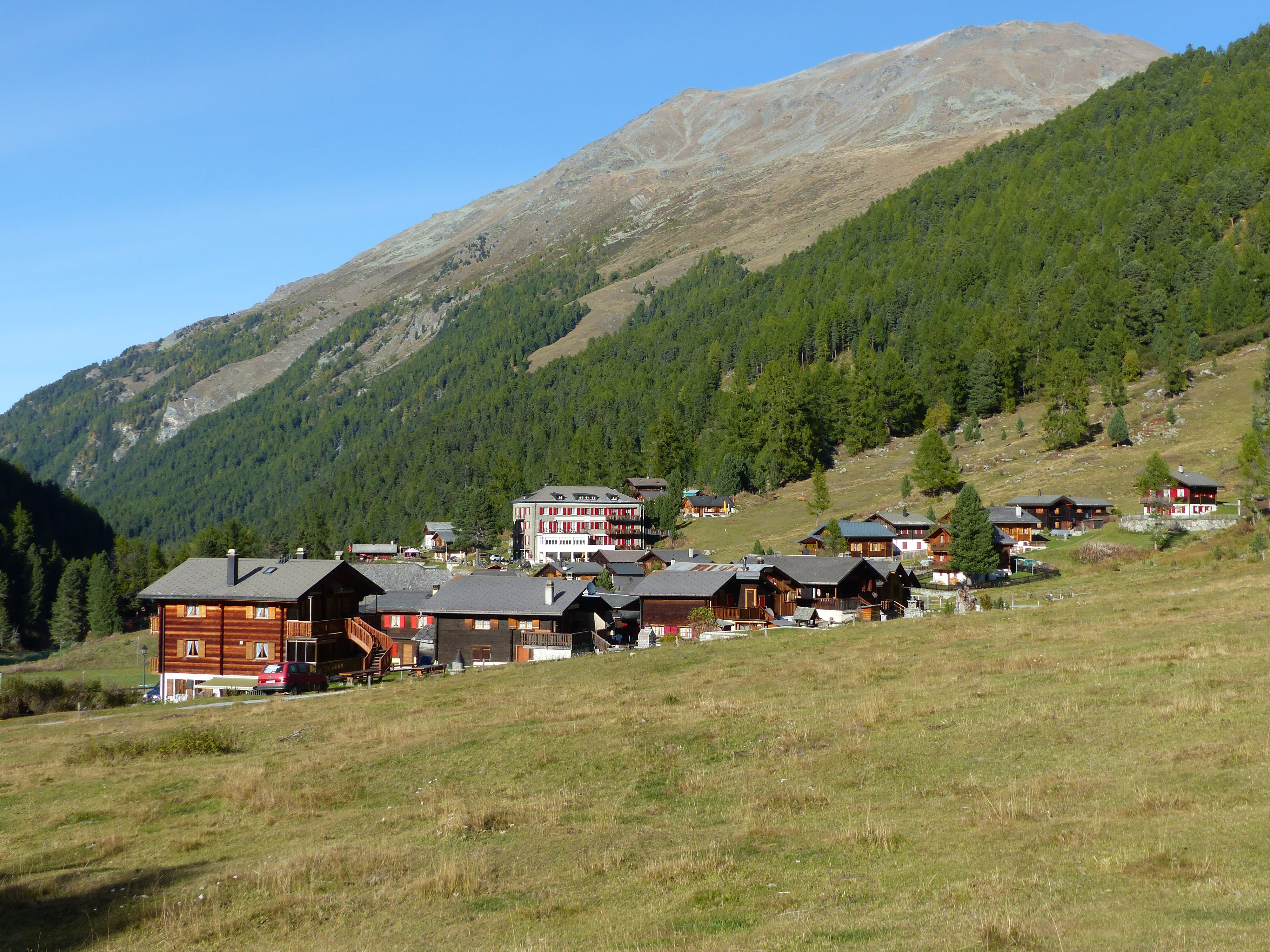
Gruben im Turtmanntal
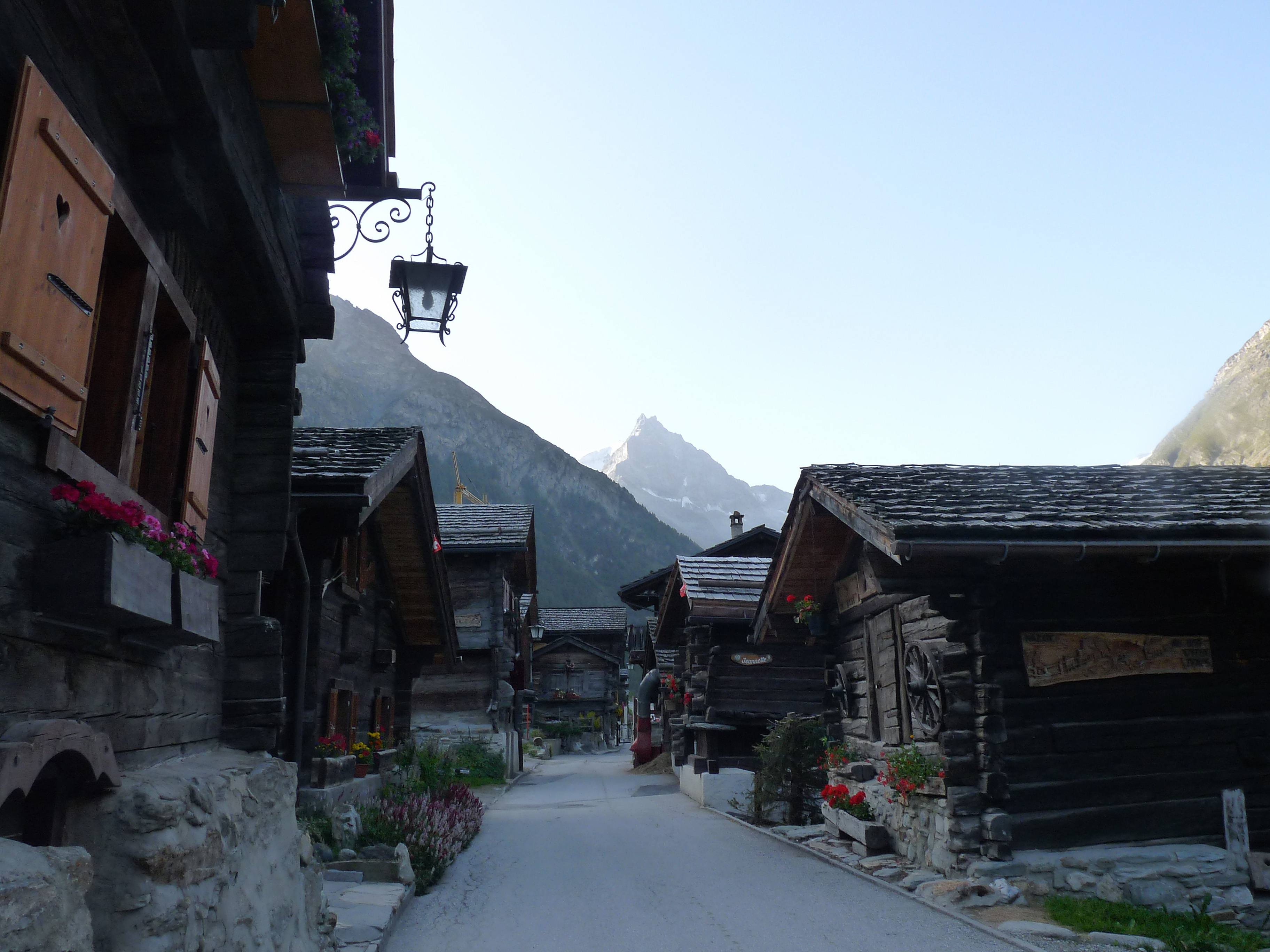
Im Dorfzentrum von Zinal
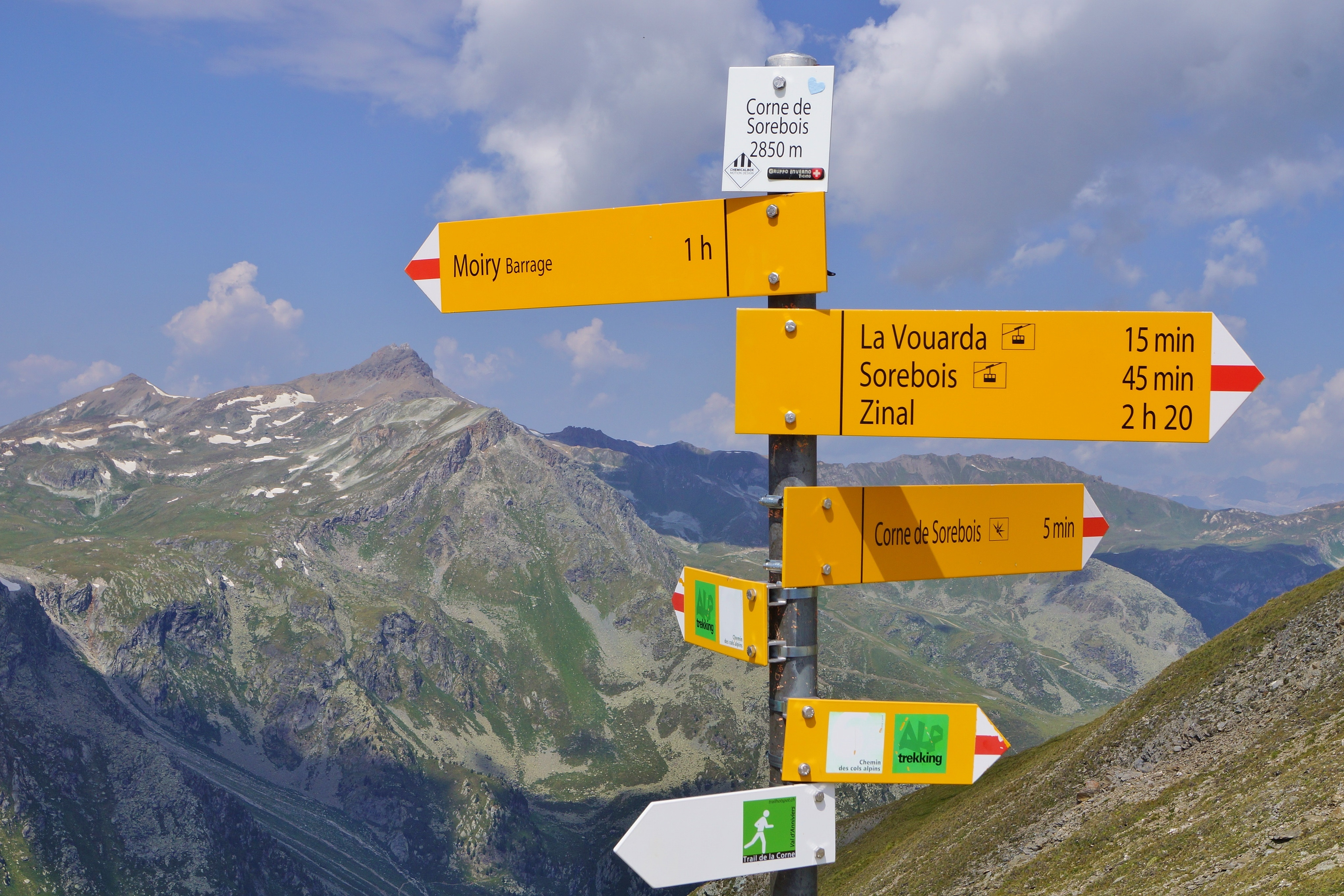
Wanderweg-Markierung an der Corne de Sorebois
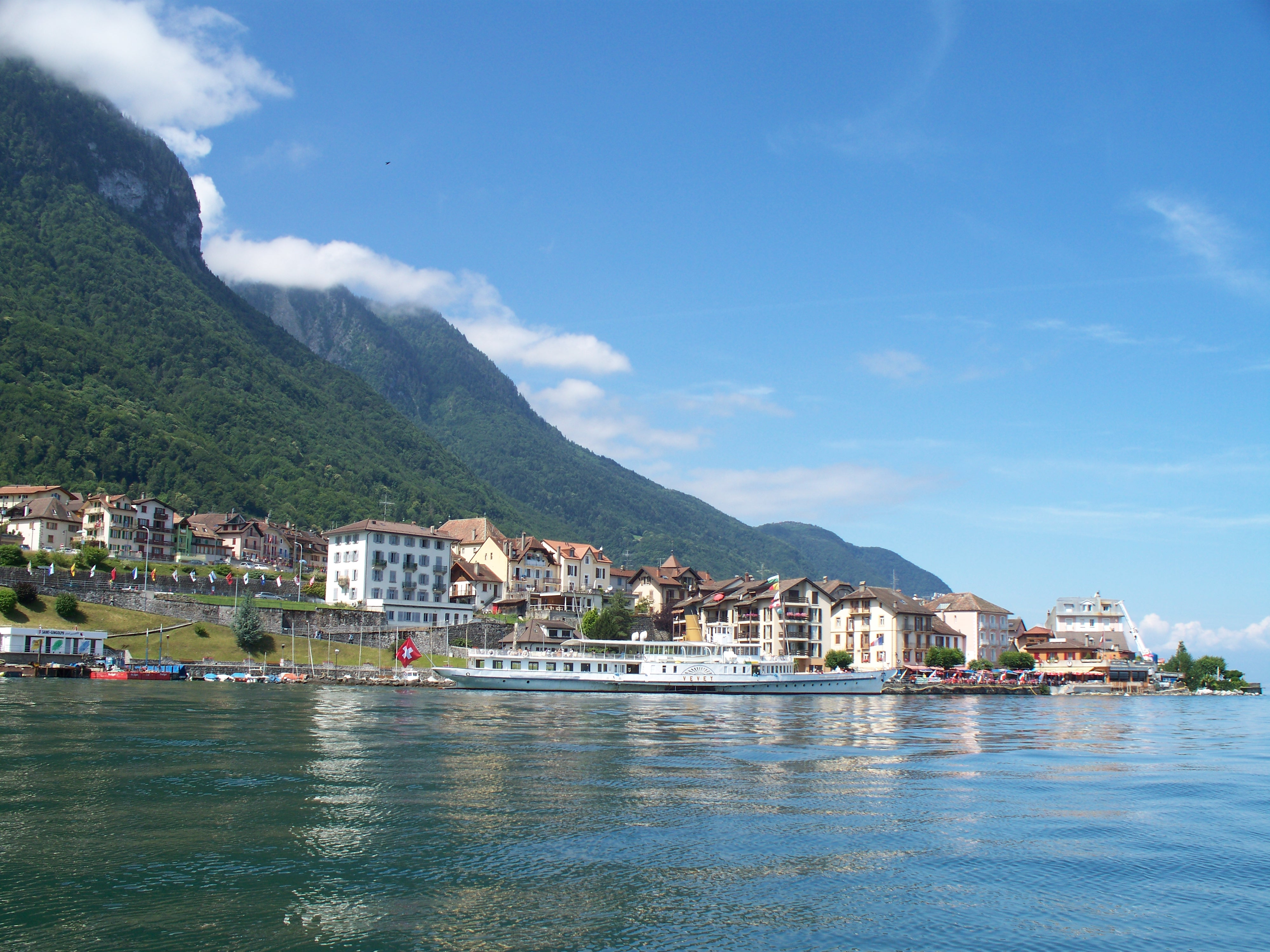
Ziel in Saint-Gingolph

## Nachweise
1. ↑  Alle nationalen Routen bei SchweizMobil.
2. ↑  Weg auf der Karte von «OpenStreetMap» & «Waymarked Trails»
3. ↑  Graubündner Etappen beim Parc Ela.